# Хаммар-Росен, Анна

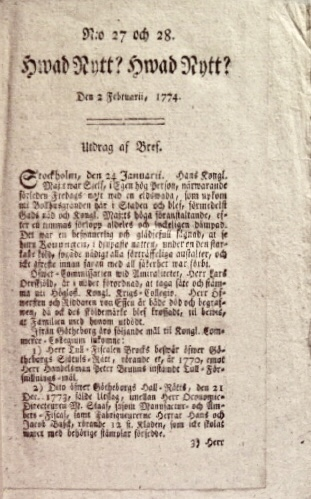
Один из номеров Hwad nytt? Hwad nytt?

Анна Хаммар-Росен (швед. Anna Hammar-Rosén, 1735—1805) — редактор шведской газеты.

## Биография
Анна Хаммар родилась в 1735 г. Она была дочерью пастора Анунда Хаммара и Элисабет Марии Агрелль. В 1759 г. она вышла замуж за лектора Гётеборгской гимназии Hvitfeldtska gymnasiet Юхана Росена. В этом браке родился писатель Густав Росен.
Юхан Росен в 1772 г. основал гётеборгскую газету Hwad nytt? Hwad nytt? («Что нового? Что нового?»). Когда в следующем году он умер, то Анна взяла выпуск газеты в свои руки и в течение многих лет была её главным редактором с 1773 по 1785 гг. Hwad nytt? Hwad nytt? была популярной газетой, выходившей 2-3 раза в неделю, что по тем временам было много. В её номерах публиковались новости, политика, заметки о культуре. В газете также публиковались произведения впоследствии ставшими известными писателей эпохи короля Густава III, например, Бенгта Лиднера и Анны Марии Леннгрен. Анна была не первой женщиной-редактором — её предшественницей была Маргарета Момма, но в отличие от последней Анна подписывала свои заметки настоящим именем, а не псевдонимом, как было принято в те времена, а потому считается одной из предшественниц женщин-журналисток и редакторов шведской прессы. Но свой успех Анна принимала спокойно, говоря, что вряд ли такого признания заслуживают статьи, написанные необразованной женщиной.
В 1779 г. Анна, вероятно, подвергалась аресту по подозрению о нарушении цензуры, когда перепечатала запрещённые статьи из газеты Posten. Этот арест даже если и имел место, никак не сказался на издательской деятельности Анны. Газета была закрыта в 1795 г.
Анна умерла в 1805 г.